# Kristian Sjølund
Kristian Henning Sjølund (* 10. September 1999 in Vancouver (Washington)) ist ein norwegisch-US-amerikanischer Basketballspieler.

## Werdegang
Sjølund, dessen Vater von 1993 bis 1997 Basketball an der Florida Atlantic University spielte, wuchs in Kongsberg auf. Er begann im Alter von fünf Jahren mit dem Basketballsport. Sjølund wurde in seinem Heimatland beim Verein Kongsberg Miners ausgebildet, spielte dort zeitweise an der Seite seines Vetters Tobias Rotegård.
2014 zog er in den US-Bundesstaat Texas an die Obra D. Tompkins High School. Sjølund spielte zwischen 2018 und 2023 für drei verschiedene Hochschulmannschaften in den Vereinigten Staaten. Nachdem er im Spieljahr 2022/23 für die University of Portland in 33 Einsätzen im Durchschnitt 11,7 Punkte je Begegnung erzielt hatte, wechselte der Norweger in den Profibereich und unterschrieb im Sommer 2023 einen Vertrag beim deutschen Zweitligisten BBC Bayreuth. Er bestritt bis Anfang Januar 2024 eine Gesamtzahl von 14 Ligaspielen für die Oberfranken und erzielte im Durchschnitt 7,3 Punkte je Begegnung. Anfang Januar 2024 wurde sein Wechsel nach Finnland zu Kauhajoen Karhu verkündet.
Zur Saison 2024/25 ging Sjølund nach Deutschland zurück und wurde Mitglied des Ulmer Drittligisten OrangeAcademy.

### Nationalmannschaft
Sjølund war norwegischer Jugendnationalspieler, 2023 gab er seinen Einstand in der Herrennationalmannschaft.